# Напили-Хоноковај
Напили-Хоноковај (енгл. Napili-Honokowai) насељено је место за статистичке потребе у америчкој савезној држави Хаваји. По попису становништва из 2010. у њему је живело 7.261 становника.

## Демографија
Према попису становништва из 2010. у граду је живело 7.261 становника, што је 473 (7,0%) становника више него 2000. године.
| Група             | 2000.         | 2010.         |
| Белци             | 3.369 (49,6%) | 3.421 (47,1%) |
| Афроамериканци    | 49 (0,7%)     | 64 (0,9%)     |
| Азијати           | 1.298 (19,1%) | 1.443 (19,9%) |
| Хиспаноамериканци | 728 (10,7%)   | 1.025 (14,1%) |
| Укупно            | 6.788         | 7.261         |